# The X Factor Israel
The X Factor Israel (in ebraico אקס פקטור ישראל‎?) è stato un talent show israeliano organizzato da Reshet e consistente in una competizione canora fra concorrenti scelti per mezzo di audizioni e selezioni effettuate da giudici e, nelle fasi finali, dal pubblico, tramite televoto.
Il programma è stato un adattamento del format britannico The X Factor. Di The X Factor Israel sono state realizzate quattro edizioni fra il 2013 e il 2021.

## Prima edizione
La prima edizione, andata in onda dal 26 ottobre 2013 al 14 gennaio 2014 su Channel 2, è stata presentata da Bar Refaeli. I giurati erano Rami Fortis, Moshe Peretz, Shiri Maimon e Ivri Lider. La vincitrice è stata la filippina Rose Fostanes, ma la seconda classificata Eden Ben Zaken è diventata la musicista di maggior successo commerciale delle quattro stagioni di The X Factor Israel.
- Rose Fontanes (vincitrice)[1]
- Eden Ben Zaken (2º posto)
- Ori Shakiv (3º posto)
- Fusion (4º posto)
- Inbal Bibi (5º posto)
- Tamar Friedman (6º posto)
- Tommy & Yan (7º posto)
- Avishachar Jackson (8º posto)
- Carakukli Sisters (9º posto)
- Ben Golan (10º posto)
- Yahav Tavasi (11º posto)
- Neta Rad (12º posto)

## Seconda edizione
La seconda edizione ha avuto luogo dal 13 giugno al 5 settembre 2015 e ha visto riconfermati la conduttrice e i quattro giudici della precedente.
- Daniel Yafe (vincitore)[2]
- Yossi Shitrit (2º posto)
- Anna Timofei (3º posto)
- Ido & Atara (4º posto)
- Almog Krief (5º posto)
- Tal Ginat (6º posto)
- Close Up (7º posto)
- Dudu Ivgi (8º posto)
- After the Sun (9º posto)
- Ben Goldstein (10º posto)
- Libi (11º posto)
- Shlomit Jersey (12º posto)
- Hadar Lee (13º posto)

## Terza edizione
La terza edizione si è svolta dal 18 ottobre 2017 al 30 gennaio 2018 e ha visto il rapper Subliminal subentrare a Rami Fortis nella giuria. Tre anni dopo, la vincitrice Eden Alene ha rappresentato Israele all'Eurovision Song Contest 2021.
- Eden Alene (vincitrice)[4]
- Guy Yahood (2º posto)
- Yam Refaeli (3º posto)
- The Brinks (4º posto)
- Eliraz Zaada (5º posto)
- Oriane Recchia (6º posto)
- Lin Ben Hamo (7º posto)
- Reut Levi (8º posto)
- Teemna Gonen (9º posto)
- Honi Assor (10º posto)
- Idan and Almog (11º posto)
- Ori & Tirel (12º posto)
- Daniel Zenizko (13º posto)

## Quarta edizione
La quarta edizione, in onda dal 30 ottobre 2021 al 5 febbraio 2022, si è spostata su Reshet 13 e ha visto Liron Weizman alla conduzione, oltre a una giuria completamente rivoluzionata composta da Aviv Geffen, Miri Mesika e Margalit Tzan'ani, Netta Barzilai e Ran Danker. Il vincitore, Michael Ben David, ha inoltre guadagnato la possibilità di rappresentare il paese all'Eurovision Song Contest 2022 con il suo inedito I.M.
- Michael Ben David (vincitore)[5]
- Eli Huli (2º posto)
- Inbal Bibi (3º posto)
- Sapir Saban (4º posto)
- Anna Stefani (5º posto)
- Shachar Adawi (6º posto)
- Ilay Elmakies (7º posto)
- Linet (8º posto)
- Shiran & Ron (9º posto)
- Adi Cohen (10º posto)
- Lia Navipur (11º posto)
- Tarante Groove Machine (12º posto)
- Gai'da Abu Awad (13º posto)
- Shahar Admoni (14º posto)
- Liron Lev (15º posto)
- Agam Abuchatzeira (16º posto)
- Elisha Nachmias (17º posto)